# Dirty Karat
『Dirty Karat』（ダーティ・カラット）は、ROSSOの2枚目のスタジオ・アルバム。ユニバーサルミュージック / アイランド・レコードから2004年12月8日に発売された。

## 解説
4人編成となった新生ROSSOとして初のアルバム。前作「BIRD」より2年半ぶりのアルバムである。
初回限定盤、通常盤、アナログ盤の3種同時発売。初回限定盤はレコーディング風景などを収録したスペシャルDVD付。アナログ盤は限定生産。

## 収録曲
全作詞：チバユウスケ　作曲・編曲：ROSSO
1. アウトサイダー (5:20)
2. 1000のタンバリン (5:36)
3. LEMON CRAZY (4:45)
4. CHAD IN HELL (8:23)
5. ハンドル・ママ (3:17)
6. ピアス (5:12)
7. TULIP' (4:25)
8. 動物パーティ (4:54)
9. Sweet Jimi (7:05)
10. 人殺し (2:00)
11. 君の光と僕の影 (8:37)
12. 火星のスコーピオン (4:49)